# Biblioteca Circulante Urania

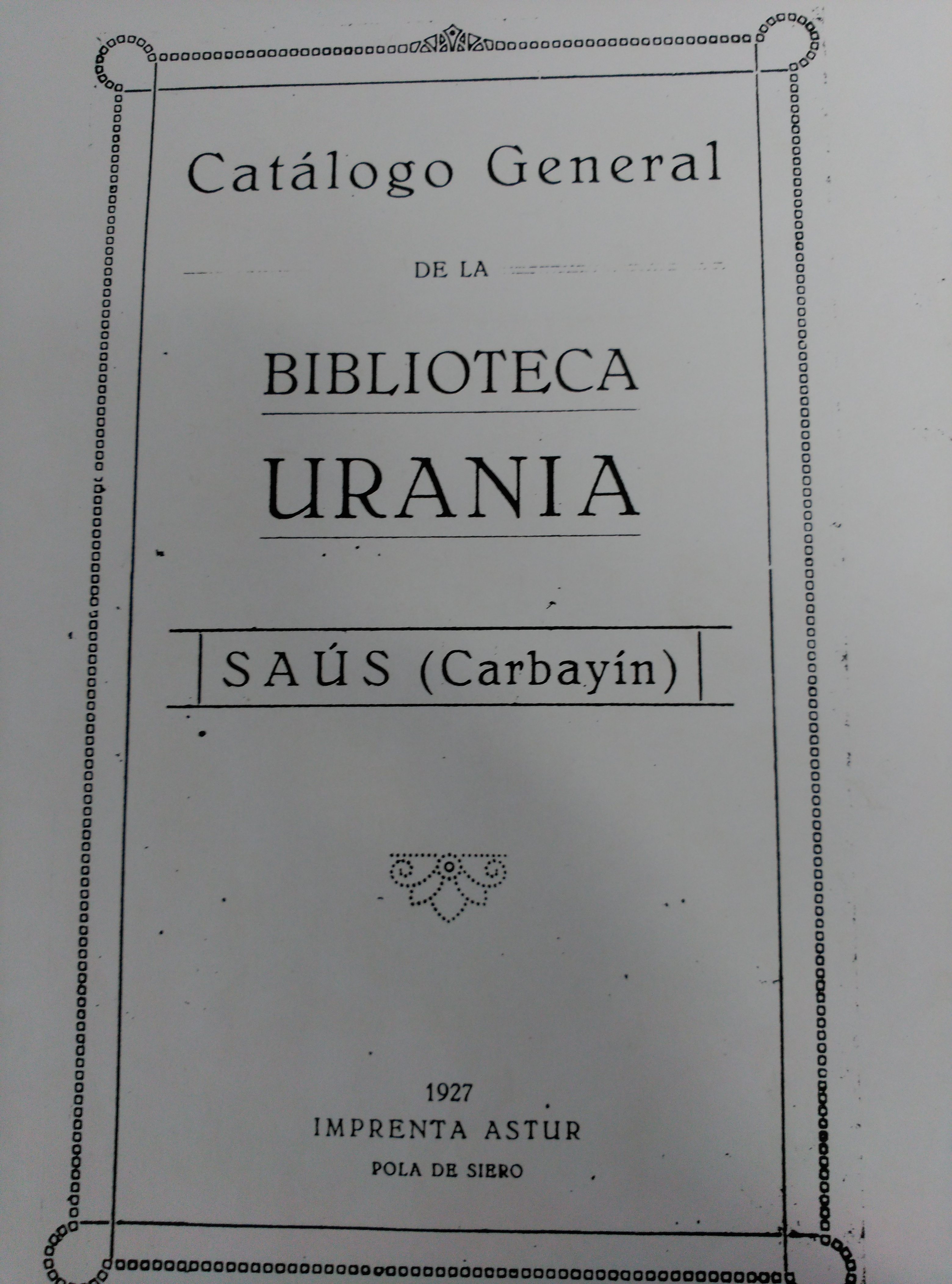
Portada del catálogo de la Biblioteca Urania

La Biblioteca Circulante Urania es el nombre de una antigua biblioteca popular cuyos fondos han sido recuperados por la Red de Bibliotecas Públicas del Principado de  Asturias, quedando al cuidado de la Biblioteca Pública Municipal de Carbayín. En su origen, la Urania estuvo abierta en Saús, parroquia de Santiago Arenas/Carbayín, en las décadas de los años 1920 y 1930 del siglo XX.

## Historia
Los inicios de esta biblioteca se sitúan en las postrimerías del siglo XIX, cuando en la  Sociedad Minera “Hermanos Felgueroso”, propiedad del empresario reformista Secundino Felgueroso, cuatro jóvenes técnicos de la mina formaron la “Sociedad los IV de Saus” comprometiéndose a pagar una “perrona” cada vez que cometieran una incorrección lingüística, para adquirir con ese dinero el diccionario de la Real Academia Española y algunos otros libros de literatura y técnica.
Pronto surge la idea de formar una biblioteca, y el 18 de marzo de 1922  se aprueba un reglamento y se nombra una junta directiva para ella. Tendrá carácter de biblioteca circulante y se le dará el nombre de Urania. 
La institución surge sin ninguna adscripción política. Varios profesionales de la empresa minera donan parte de los 2.000 libros que constituyen el fondo inicial recogido en el catálogo de 1927, y la “Biblioteca Circulante Urania” se establece en la aldea de Saús (Carbayín), en los locales de la escuela de la empresa minera.

### Funcionamiento
La Biblioteca Urania consiguió, en sus 16 años de vida, acercar la lectura a un público tradicionalmente alejado de ella, los habitantes de un valle geográficamente aislado, de difícil acceso y con caminos en malas condiciones..
El servicio de préstamo y envío de ejemplares a los socios que vivían en localidades vecinas a la biblioteca se hacía con mucha frecuencia utilizando el correo de la empresa. Así el encargado de repartir este correo recogía los libros en la sede central y los distribuía entre los diferentes lectores al tiempo que realizaba su trabajo. Los empleados que residían en otros núcleos distribuían los libros entre sus vecinos. También en ocasiones se contaba con la colaboración de los trabajadores del Ferrocarril de Langreo. Con todo ello, a veces se daba el curioso caso de que los improvisados correos eran personas que no sabía leer, e ignorantes por tanto de la utilidad de los libros que repartían entre sus vecinos.

### Fondos
Entre los años 1927 y 1936, el fondo de la biblioteca se incrementó con la adquisición de casi treinta ejemplares al año.
La Urania tenía fondos  muy variados. Contaba con la literatura del momento, tanto de autores españoles( Pérez Galdós, Blasco Ibáñez, Palacio Valdés, etc.)  como de autores extranjeros (Zola, Tolstoi, Gorki, Dostoievski), así como obras para niños y jóvenes, con abundancia de novelas de Emilio Salgari. También obras filosóficas, políticas o ideológicas de lo más relevante del momento, Marx, Lenin, Trosky, Largo Caballero, Rafael Altamira, etc.
En 1936 la Sociedad Cultural Urania quedó disuelta y el fondo bibliográfico fue trasladado a la sede de la Unión Cultural.

### Situación actual de la colección
En la actualidad la Biblioteca Pública Municipal de Carbayín alberga la práctica totalidad de los volúmenes que formaban esta singular colección, algo muy poco usual, que podemos calificar incluso como extraordinario, ya que tras los avatares de la Guerra Civil y también con el propio paso del tiempo, se perdieron muchos de los fondos de otras  bibliotecas populares de similares características. Este es uno de los pocos casos en los que nos encontramos con una colección que puede dar una idea de conjunto de lo que era el fondo de una biblioteca popular en esa época.
Así, los fondos originarios de la Urania, unificados tras la Guerra Civil con los de otras bibliotecas populares surgidas en la zona, como la Sociedad Unión Cultural y La Buena Unión, forman hoy las 2.300 primeras anotaciones del Libro Registro de Obras de la Biblioteca Pública Municipal de Carbayín, dónde se recoge como procedencia “Biblioteca Antigua”. 
En el lomo de los ejemplares aparece el número que le corresponde en el Registro, quedando pues la colección organizada por números currens.
A modo de anécdota, el número 1 de la colección corresponde a Trafalgar de los Episodios Nacionales de Benito Pérez Galdós, en edición publicada en Madrid, en la imprenta Librería y Casa editorial Hernando S. A. en 1929.